# 浦淄里站
浦淄里站（朝鲜语：포치리역；）曾为朝鲜铁路虛川線上的一个车站，位于咸镜南道虚川郡浦淄里，废止时间不明。